# GJ 436b

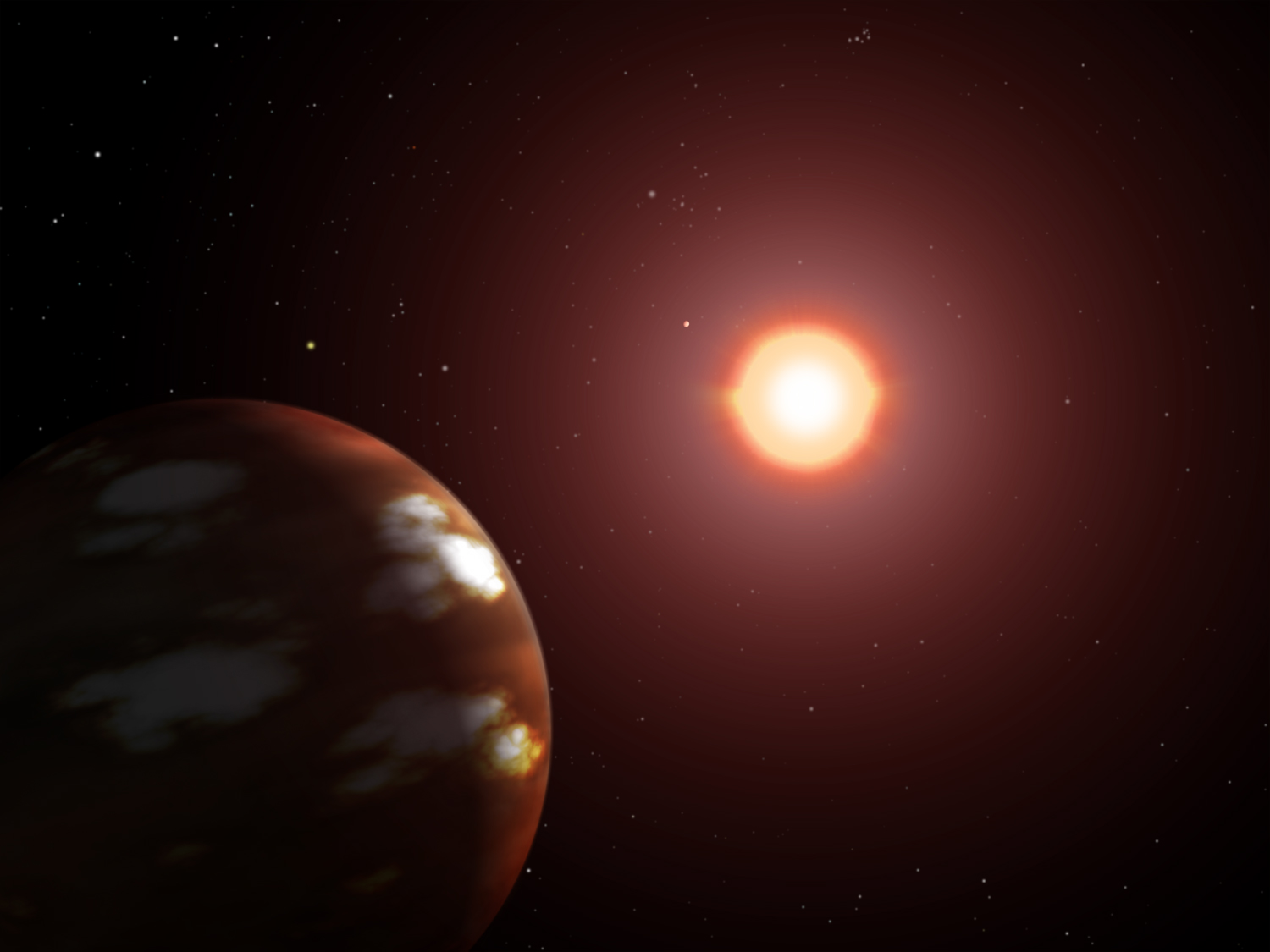
Artistieke impressie

GJ 436b is een exoplaneet die zich op een afstand van 31,82 lichtjaar van het zonnestelsel vandaan bevindt in het sterrenbeeld Leeuw. De gasreus onderscheidt zich van soortgelijke exoplaneten omdat er zich in de dampkring geen methaan bevindt. Gezien de baan die de planeet om haar ster Gliese 436 beschrijft, verwacht men dat er nog een planeet om de ster draait waarvan de zwaartekracht invloed uitoefent op GJ 436b.

## Referentie
- (en)  'This Planet Tastes Funny,' According to Spitzer[dode link], Jet Propulsion Laboratory, 21 april 2010